# كونراد ياكوبس
كونراد ياكوبس (بالألمانية: Konrad Jacobs)‏ (و. 1928 – 2015 م) هو رياضياتي، وأستاذ جامعي ألماني، ولد في روستوك، توفي في بامبرغ، عن عمر يناهز 87 عاماً.